# Bracon delibator
Bracon delibator är en stekelart som beskrevs av Alexander Henry Haliday 1833. Bracon delibator ingår i släktet Bracon och familjen bracksteklar. Arten är reproducerande i Sverige. Utöver nominatformen finns också underarten B. d. breviseta.